# ویلیام جبور
ویلیام جبور (انگلیسی: William Jebor؛ زادهٔ ۱۰ نوامبر ۱۹۹۱) بازیکن فوتبال اهل لیبریا است.
از باشگاه‌هایی که در آن بازی کرده‌است می‌توان به باشگاه فوتبال ریو آوه، باشگاه ورزشی طلیعه، و باشگاه فوتبال پونفرادینا اشاره کرد.
وی همچنین در تیم ملی فوتبال لیبریا بازی کرده‌است.